# 쿠마 엘 바바카르
쿠마 엘 하지 바바카르(Khouma El Hadji Babacar, 1993년 3월 17일, 세네갈 티에스 ~ )는 코펜하겐에서 스트라이커로 뛰는 세네갈의 축구 선수이다.

## 클럽 경력
티에스에서 태어난 바바카르는 그의 고향팀인 US 라일 유소년팀에서 축구 경력을 시작하였다. 2년 뒤인 14살의 나이에 그는 이탈리아로 가 성공적인 입단 테스트를 치른 뒤 델피노 페스카라 1936에 입단했다.
2008년 7월, 바바카르는 제노아 CFC의 강한 구애도 있었지만, 다른 세리에 A의 팀 ACF 피오렌티나에 입단했다. 세리에 A 2009-10 시즌에 그는 체사레 프란델리 감독의 지시하에 1군팀과 함께 훈련을 받았다.
2010년 1월 14일, 16살하고도 10개월이 지난 바바카르는 키에보와의 코파 이탈리아전에서 선발로 출전하며 비올라 공식 데뷔전을 치렀고 75분에 동점골을 넣었으며 홈에서 3-2 승리로 끝났다. 3월 20일, 제노아를 3-0으로 이긴 경기에서 팀의 세 번째 골을 넣으며 자신의 첫 리그 골을 기록했다.